# Lenox (Iowa)
Lenox es una ciudad ubicada en el condado de Taylor en el estado estadounidense de Iowa. En el Censo de 2010 tenía una población de 1407 habitantes y una densidad poblacional de 263,58 personas por km².

## Geografía
Lenox se encuentra ubicada en las coordenadas 40°53′00″N 94°33′31″O / 40.88333, -94.55861. Según la Oficina del Censo de los Estados Unidos, Lenox tiene una superficie total de 5.34 km², de la cual 5.13 km² corresponden a tierra firme y (3.98%) 0.21 km² es agua.

## Demografía
Según el censo de 2010, había 1407 personas residiendo en Lenox. La densidad de población era de 263,58 hab./km². De los 1407 habitantes, Lenox estaba compuesto por el 91.33% blancos, el 0.36% eran afroamericanos, el 0.43% eran asiáticos, el 6.97% eran de otras razas y el 0.92% pertenecían a dos o más razas. Del total de la población el 19.76% eran hispanos o latinos de cualquier raza.